# Joyce Meyer
Joyce Meyer (Saint Louis, 1943. június 4. –) amerikai televíziós evangélista, Biblia-tanító, könyvek szerzője, valamint a „Joyce Meyer Szolgálat” nevű szervezet alapítója és vezetője, amelynek számos országban vannak fiókjai. Emellett ő vezeti a „Teljes élet örömmel” című napi televíziós és rádióműsort is.

## Élete
1976-ban Joyce elkezdett bibliaórákat tartani, majd 1980-ban a Missouri állambeli St. Louis egyik templomában lelkészasszisztens lett. Prédikációit világszerte több mint 90 nyelven sugározzák rádióban és televízióban.
Joyce Meyer tiszteletbeli teológiai doktori címet kapott az általa alapított, oklahomai Oral Roberts Egyetemen, valamint a floridai Life Christian Egyetemen filozófiai és teológiai doktori fokozatot szerzett.

## Magánélete
Az iskola befejezése után feleségül ment egy autókereskedőhöz, de öt év házasság után elváltak. Joyce 1967-ben ment feleségül Dave Meyerhez, aki mérnök-tervező volt. A házaspárnak négy gyermeke van.